# Gaj (gmina Przedbórz)
Gaj – wieś w Polsce, położona w województwie łódzkim, w powiecie radomszczańskim, w gminie Przedbórz.
| SIMC    | Nazwa    | Rodzaj    |
| ------- | -------- | --------- |
| 0548710 | Henryków | część wsi |

W latach 1954–1958 wieś należała i była siedzibą władz gromady Gaj, po jej zniesieniu w gromadzie Nosalewice. W latach 1975–1998 miejscowość należała administracyjnie do województwa piotrkowskiego.
Wierni Kościoła rzymskokatolickiego należą do parafii św. Aleksego w Przedborzu.